# Anoura
Anoura é um gênero de morcegos da família Phyllostomidae.

## Espécies
- Anoura cadenai Mantilla-Meluk & Baker, 2006
- Anoura caudifer (É. Geoffroy, 1818)
- Anoura cultrata Handley, 1960
- Anoura fistulata Muchhala, Mena & Albuja, 2005
- Anoura geoffroyi Gray, 1838
- Anoura latidens Handley, 1984
- Anoura luismanueli Molinari, 1994
- Referências

1. ↑  Silva, Jéssica Barata da; Benathar, Thayse Cristine Melo; Nagamachi, Cleusa Yoshiko; Geise, Lena; Pieczarka, Julio César (2017). «Evolução cromossômica em morcegos neotropicais da Subfamília Glossophaginae, tribo Choeronycterini (Chiroptera, Phyllostomidae)». Semina: Ciências Biológicas e da Saúde (1supl). 170 páginas. ISSN 1679-0367. doi:10.5433/1679-0367.2017v38n1suplp170. Consultado em 18 de janeiro de 2021